# The Brightest Star in the Sky
The Brightest Star in the Sky (chinês simplificado: 夜空中最闪亮的星, pinyin: Yèkōng zhōng zuì shǎn liàng de xīng) é uma série de televisão chinesa exibida pela Tencent Video, IQIYI e Youku de 25 de março a 6 de maio de 2019, estrelada por Huang Zitao e Janice Wu.

## Enredo
Star Entertainment é a principal agência de entretenimento da China. Foi fundada por um casal, Cheng Tianhao e Du Wanqing, que eventualmente se separaram devido a diferentes crenças na administração da empresa. Yang Zhenzhen é uma jovem aspirante com uma paixão pela música. Ela se juntou à Starry Sky Entertainment e foi designada como assistente de Zheng Boxu. Boxu é um ídolo popular que é arrogante e indisciplinado. Com a ajuda de Zhenzhen, que o ajudou a corrigir suas falhas e liberar seu potencial, Boxu lentamente se transforma em um cantor talentoso. No processo, Zhenzhen também ganha experiência e se torna um gerenciador de ídolos capaz. Ao mesmo tempo, Du Wanqing também está preparando um cantor, Yu Zirui, que se prepara para se tornar o maior competidor do Boxu até então.

## Elenco
- Huang Zitao como Zheng Boxu
- Janice Wu como Yang Zhenzhen
- Niu Junfeng como Yu Zirui
- Cao Xiyue como Xia Yuan
- Qin Lan como Fang Yiran
- Wang Jinsong como Zheng Yajun
- Wei Daxun como cantora errante
- Emotion Cheung como Gu Ye
- David Chen como Chen Tianhao
- Liu Jia como Du Wanqing
- Huang Zheng como Chang Ran
- Li Yiling como Yu Hong
- Lang Feng como Liu Yinan
- Chen Xi como Sun Yuqi
- Zhao Yihuan como Ma Lina
- Guan Yue como Amanda
- Ma Zehan como Zhang Xiaohui
- Jiang Long como Gu Bin
- Sun Xiaoming como Jason
- Ye Lina como Xiao Jian
- Yang Zhiying como Ye Kexin